# 科津齊 (布查區)
科津齊（烏克蘭語：Козинці）是烏克蘭中北部基輔州布恰区伊尔平市镇的村落，面積29.7平方公里，海拔高度164米，2024年人口981，人口密度每平方公里35.59人。